# Run River North
Run River North, conocidos anteriormente como Monsters Calling Home, es una banda estadounidense indie de folk rock

## Historia
La banda fue formada en 2011. Sus primeras canciones estuvieron inspiradas por el pasado asiático de los padres de los componentes. La banda ha actuado en diversos lugares por todo el sur de California, incluyendo una actuación en la competición Kollaboration 11 en el Nokia Theatre en 2011.
Tras haber grabado uno de sus videoclips en el Honda de uno de los miembros, la empresa decidió prepararles secretamente un concierto en el late night show Jimmy Kimmel Live! el 18 de septiembre de 2012. Su reacción ante esta sorpresa fue grabada y utilizada como anuncio.
La banda publicó su álbum de debut homónimo, "Run River North", el 25 de febrero de 2014.
El 26 de febrero de 2016 publicaron su segundo disco, Drining from a Salt Pond
Run River North fue el invitado musical especial en Late Night with Seth Meyers el 26 de abril de 2016, interpretando su canción "Run or Hide". En primavera del mismo año, la banda se enmarco en un tour por Norteamérica con The Wild Reeds. En otoño, la banda teloneó con Irontom en el tour de Finish Ticket.
A inicios de 2017, el baterista John Chong anunció su retirada del grupo. Fue sustituido por Abe Kim. Run River North realizó un tour en primavera del mismo año, y al verano siguiente telonearon a Rooney en su tour por Norteamérica.

## Discografía

### Álbumes de estudio
| Título                    | Detalles                                                                                      |
| ------------------------- | --------------------------------------------------------------------------------------------- |
| Run River North           | - Publicado: 25/02/2014 - Discográfica: Nettwerk Music Group - Formato: CD / Descarga digital |
| Drinking from a Salt Pond | - Publicado: 26/02/2016 - Etiqueta: Nettwerk Grupo de Música - Formato: CD / descarga Digital |

## Miembros de banda
- Alex Hwang – voz principal, guitarra
- Daniel Chae – guitarra
- Sally Kang – teclados
- Abe Kim - batería (en las giras)

### Miembros anteriores
- Jennifer Brocal – violín
- John Chong - batería
- Joe Chun – bajos